# Giorgio La Pira
Giorgio La Pira (9 de enero de 1904 - 5 de noviembre de 1977, conocido en su vida religiosa como Raimondo) fue un político italiano y católico dos veces elegido alcalde de Florencia (1950-1956 y 1960-1964). También fue diputado por el partido Democracia Cristiana y participó en la asamblea que redactó la Constitución de la República Italiana tras el fin de la Segunda Guerra Mundial. En su vida pública y privada fue un defensor de la paz y los derechos humanos; trabajó por el bienestar de los pobres y los marginados. La Pira perteneció a la Tercera orden de Santo Domingo y desde 1934 hasta su muerte vivió en el complejo de San Marco.
Realizó diversos viajes a países del este como China y Rusia, algo controversial en la era de la Guerra Fría, con el objetivo de discutir propuestas para la paz y términos para los conflictos. La Pira también alegó priorizar el ecumenismo para visitar Moscú, donde se reunía con miembros de la Iglesia Ortodoxa Rusa. La canonización de La Pira comenzó en la década de 1980, cuando se lo nombró siervo de Dios. El 5 de julio de 2018 el papa Francisco lo nombró venerable y afirmó que vivió una vida de heroica virtud.

## Biografía

### Educación
Giorgio La Pira nació el 9 de enero de 1904 en Pozzallo (Sicilia), en la casa de trabajadores de una planta de empaque. Fue el primero de los seis hijos de Gaetano La Pira (27 de agosto de 1870-1937) y Angela Occhipinti (24 de junio de 1876-1943). Fue bautizado el 7 de febrero y tuvo como padrino a su tío Luigi (1880-1973). Su tía materna era Settimia Machi Bartolini y sus hermanos son Salvatore (1905-1975), Giuseppina Angelino (1908-1990), Giovannino (1912-2003), Maria Cristina (1913-1980) y Ernesto (1915-). 
Uno de sus amigos cercanos fue Salvatore Quasimodo, futuro ganador del premio Nobel de Literatura y otro de ellos, Giuseppe Lazzati. Solía leer a Dante Alighieri, a Platón y a Tomás Moro. Más tarde la poesía de Gabriele D'Anunzio y Filippo Tommaso Marinetti lo entusiasmaría por representar la rebelión estética de la Italia finisecular. La Pira asistió al colegio Giacinto Pandolfi desde 1909 a 1913 y luego fue al colegio técnico-comercial Antonello desde 1914 a 1917.
A lo largo de 1921 trabajó con Luigi, su tío materno, para poder permanecer en la escuela. Su educación católica y en particular las enseñanzas de Francisco de Asís tuvieron un rol importante en definir sus creencias políticas y filosóficas. Consideraba que todo lo que hacía y toda postura que tomaba era una expresión de aquello en lo que creía. En 1924 experimentó un llamado religioso que definió toda su vida posterior. En 1922 recibió su diploma del nivel medio en Palermo. En aquel entonces visitaba a Federico Rampolla, quien lo ayudaba a preparar sus exámenes de  latín y griego. Allí fue donde conoció a su hermano, el cardenal Mariano Rampolla del Tindaro. En Messina estudió contaduría de 1914 a 1922 y recibió su diploma de la Universidad de Florencia en 1925. En 1926 viajó a Florencia, donde permanecería toda su vida. Comenzó a trabajar de profesor de Derecho romano allí en 1933 y su calidez lo ayudó a desarrollar buenas relaciones con sus alumnos.

### Segunda Guerra Mundial
En vísperas de la Segunda Guerra Mundial fundó la revista Principi, que promovía los derechos humanos y criticaba el fascismo de forma abierta. Durante la guerra continuó su campaña contra los fascistas con la publicación clandestina San Marco. El 29 de septiembre de 1943 La Pira logró escapar hacia Siena y luego hacia Roma de una redada organizada por la policía italiana. Al día siguiente, el Vaticano le otorgó una credencial de personal de L'Osservatore Romano para mantenerlo a salvo. Regresó a Florencia en septiembre de 1944. Su activismo contra los fascistas se intensificó cuando Benito Mussolini promulgó las leyes raciales. En un Congreso Nacional llevado a cabo en Asís en 1942 se refirió a «la paz que construye» y «el amor que reedifica». La Pira también rechazó las críticas de Luigi Sturzo sobre el estatismo económico.

### Como alcalde
Cuando terminó la guerra, La Pira se concentró en reconstruir Florencia, devastada por la guerra. Como alcalde, buscó orientar a la ciudad en la reconstrucción, algo caótico para otras ciudades italianas. Consideró que el foco de la reedificación debían ser los barrios autosuficientes, establecidos alrededor de negocios locales, espacios verdes, mercados, iglesias y escuelas. El más conocido es Isolotto —«pequeña isla»—. Estos vecindarios revitalizados fueron importantes para el proceso de restauración de la ciudad y continúan prosperando en el presente. La Pira también reconstruyó puentes como el Vespucci, Santa Trinita y el Alle Grazie. Otras obras públicas incluyeron la expansión del sistema de cloacas, de manejo de residuos y redes de transporte público. La Pira solía utilizar vacíos legales para requisar casas vacías y entregárselas a los pobres o a los desahuciados; también diseñó programas de viviendas de bajo costo. También creó nuevas escuelas, renovó el teatro municipal y repavimentó las calles. En 1949 el primer ministro Alcide de Gasperi lo nombró subsecretario de trabajo en su ministerio, junto a su antiguo amigo Amintore Fanfani.
La Pira asumió un papel activo en la creación de empleos. Cuando la planta industrial más antigua de Florencia, Pignone, amenazó con cerrar debido a la crisis, convenció a Enrico Mattei, el presidente y CEO de Eni, de que la adquiriera; de este modo, salvó a 1750 trabajadores. Eni cambió su nombre a Nuovo Pignone y opera como una división de General Electric. Algunos detractores acusaron a La Pira de estatismo o marxismo espurio.

### Vida religiosa y proyectos políticos
La Pira profesó en la Tercera orden de Santo Domingo en 1925 y tomó el nombre de Fra Raimondo. Tomaba su fe cristiana muy en serio y era devoto. El 11 de diciembre de 1927 tomó el hábito de los dominicos. Después de la guerra no era extraño verlo en público caminar descalzo, ya que había donado sus zapatos y su ropa a los pobres. La Pira se refería a sí mismo como un «libre apóstol del Señor». Tenía buenas relaciones recíprocas con el cardenal Elia Dalla Costa. Solía visitarlo para intercambiar puntos de vista y opiniones sobre distintos temas; de él adquirió la costumbre de interpretar hechos históricos con la Biblia. En 1934 conoció a Giovanni Battista Montini, el futuro Pablo VI, y se hicieron amigos. Montini, hablando con Raffaele Bensi se refirió a La Pira como su director espiritual y confesor.
También se mostró activo en política nacional e internacional. Buscó poner a Florencia en un lugar preponderante, como un centro para las iniciativas de paz y foros. Trabó relaciones de hermandad con otras ciudades, como Reims o Filadelfia y nombró ciudadanos de honor de Florencia a figuras como U Thant y Le Corbusier. En 1946 fue elegido para integrar la Cámara de Diputados, donde tuvo un rol destacado en la redacción de la Constitución de la República Italiana. Pese a las numerosas críticas, La Pira visitó Moscú y China e incluso Hanói durante la Guerra Fría. Hasta su muerte promovió causas como el desarme, el desarrollo del tercer mundo y la tolerancia religiosa.
Auspició cinco Conferencias por la Paz y la Civilización Cristiana en el Palazzo Vecchio desde 1952 hasta 1956; en 1967 fue elegido presidente de la Federación Mundial de Ciudades Unidas. Además invitó al presidente de la Organización Sionista Mundial, Nahum Goldmann, para albergar en Florencia el Congreso Judío Mundial de 1964. En agosto de 1959 visitó Rusia y luego, en 1965, fue a Vietnam, donde viajó a Ho Chi Minh para presentar un plan para la paz. Esto preparó el terreno para el acuerdo que luego acabaría con la guerra de Vietnam, un asunto que preocupaba al alcalde. Durante su visita de 1959 a Rusia, visitó el monasterio Zagorsk, en las afueras de Moscú y afirmó: «He venido a rezar por la paz y la unidad de todas las personas del mundo». La Pira apoyó la decisión de Juan XXIII de convocar el Concilio Vaticano Segundo y comentó que el papa «abrió sus brazos para todos los cristianos y todos los pueblos del mundo». También habló con el metropolitano Nikolai y le comentó que venía de visita «como un puente mariano de oración entre Fátima y Moscú, las Iglesias de Oriente y Occidente». La Pira había visitado Fátima antes de Rusia. Regresó a ese monasterio una vez más en 1973 y se encontró con el patriarca Primen I y con el arzobispo Nikodim para un diálogo sobre la paz.
La Pira nunca se casó y vivía en una celda despojada y sin calefacción dentro de la basílica San Marco desde el 3 de junio de 1935, su celda era la seis. Con el frío se refugiaba en la oficina de un doctor amigo. Los florentinos le tenían aprecio y estima, y de vez en cuando lo llamaban «el santo». Sin embargo, existía un grupo de oposición que lo llamaba «La Pirata», un juego de palabras con su nombre. El 15 de mayo de 1956 viajó a Venecia por una conferencia y el patriarca Angelo Roncalli, el futuro papa Juan XXIII, lo invitó a cenar. Como se hizo tarde, el cardenal lo invitó a pasar de noche en el patriarcado. Lo hizo en secreto porque hizo que La Pira durmiera en la cama del papa Pío X cuando era patriarca. Roncalli anotó en su diario que llegó a «estimar y venerar» a La Pira. En 1957 fue en peregrinación a Israel, a Jordania y Egipto, aunque también visitó París, Rabat, Túnez y Beirut. El 24 de enero de 1960, cuando regresaba de El Cairo e hizo una parada en Estambul, conoció al patriarca de Constantinopla, Atenágoras I, que le dio una caja de dulces para Juan XXIII. Entre 1971 y 1973 viajó por el mundo, a ciudades como Varsovia, Budapest, Jerusalén, Quebec y Nueva York, entre otras. Viajó a Chile para evitar un golpe que amenazaba al presidente Salvador Allende y en Houston asistió a un seminario.

### Fallecimiento
La Pira falleció el 5 de noviembre de 1977 en Florencia. El cardenal Giovanni Benelli bendijo sus restos cuando La Pira murió y se celebró una misa en su lecho de muerte. Su amigo Giulio Andreotti se había enterado el 5 de febrero de que su salud estaba deteriorada y viajó a Florencia para estar con La Pira. Pablo VI honró a La Pira en el ángelus que celebró el 6 de noviembre en la plaza de San Pedro.

## Repercusión posterior

### Centenario de su nacimiento y otros homenajes
El centenario del nacimiento de La Pira se celebró en el palacio de Montecittorio el 25 de febrero de 2004; ese día, el anteriormente primer ministro y amigo de La Pira, Giulio Andreotti, dio un discurso para las personas reunidas. Afirmó que el monarca de Marruecos, Hasán II, le preguntó si, como musulmán, podía testificar en la canonización de La Pira, dado que se fascinó con su previsión. El rey había conocido al alcalde en su celda de San Marco y su naturaleza humilde también lo encantó. Andreotti una vez viajó a la China y en un convento a las orillas del río Kwai, una monja le preguntó «¿cómo está La Pira?». También asistieron a la ceremonia el presidente Carlo Azeglio Ciampi, además de los cardenales Carlo Maria Martini y Ennio Antonelli. Matteo Renzi fue elegido como sucesor de La Pira el 22 de junio de 2009; su primera visita oficial fue a su tumba.

### Alabanzas
El cardenal Stanisław Ryłko elogió a La Pira por su valentía al expresar y dar testimonio de su fe al ejercer cargos públios. Además lo llamó «un cristiano con una coherencia insuperable», cuya fe fue «el eje de toda su vida».
El 1 de noviembre de 2004 el papa Juan Pablo II envió una carta al cardenal Antonelli por el centenario del nacimiento de La Pira y lo alabó por su «gran energía moral e intelectual, fortalecida y refinada por su constante y diario estudio, pensamiento, ascesis y oración». El papa también lo elogió por su combinación de política y fe; recordó que le gustaba el lema contemplata aliis tradere —en español, «entregar [los frutos de la] contemplación a los otros»— que tomó de Tomás de Aquino.
El cardenal Joseph Ratzinger, el futuro papa Benedicto XVI elogió a La Pira en un comunicado a la Asociación Nacional de Autoridades Locales Italianas del 26 de abril de 2004. Mencionó que es «una figura política eminente», que «trabajó por la causa de una relación fraternal entre las naciones» y que intentó promover «el bien básico en varias esferas» de la vida, ya sea en política o en cultura.
En octubre de 1963, Dorothy Day se refirió a La Pira como «un santo en la política», que «se apropió de las casas tradicionales de los ricos para construir casas para los pobres». Su amigo cercano, Pablo VI, lo caracterizó en una audiencia general del 9 de noviembre de 1977 como «el ejemplo que cada cristiano debería tener constantemente presente durante su paso por la tierra hacia el reino de Dios». Juan Pablo II lo consideró «un cristiano laico ejemplar». El cardenal Tarcisio Bertone mencionó haber sostenido correspondencia con La Pira y lo calificó como «fascinante».

### Proceso de canonización
La canonización de La Pira comenzó en Florencia, en un proceso diocesano que inauguró Silvano Piovanelli el 9 de enero de 1986 y que clausuró Ennio Antonelli dos décadas más tarde, el 4 de abril de 2005. En este proceso se escucharon testimonios y se recolectaron documentos sobre la vida y la obra de La Pira. También se revisaron sus escritos, publicados e inéditos, para su aprobación teologal y establecer si en ellos se contravenía la doctrina. Se asentó formalmente el proceso con la intervención de Juan Pablo II en febrero de 1986, cuando la Congregación para las Causas de los Santos dio el veredicto oficial de nihil obstat, «nada en contra», para la causa y declaró a La Pira siervo de Dios. Hasta el cierre del proceso diocesano, todos los documentos estuvieron guardados en cajas para su envío a la congregación en Roma, donde se validó el proceso el 24 de octubre de 2007. El documento oficial del positio fue enviado a la congregación en 2017. El papa Francisco confirmó que La Pira había llevado una vida de heroica virtud el 5 de julio de 2018 y lo nombró venerable. El postulador desde ese momento es el sacerdote dominico Gianni Festa.

## Obra publicada
La Pira es autor de los siguientes libros:
- G. La Pira, La successione ereditaria intestate e contro il testament in diritto romano, Firenze, Vallecchi, 1930.
- G. La Pira, L'anima di un apostolo. Vita interior di Ludovico Necchi, Milano, Vita e Pensiero, 1932.
- G. La Pira, La nostra vocazione sociale, Roma, AVE, 1945.
- G. La Pira, La vita interior di Luigi Moresco, Roma, AVE, 1945.
- G. La Pira, Premesse della politica, Firenze, Liberia Editrice Fiorentina, 1945.
- G. La Pira, Il valore della persona umana, Milano, Istituto di Propaganda Libraria, 1947.
- G. La Pira, Architettura di uno Stato democratico, Roma, Edizione Servire, 1948.
- G. La Pira, Istituzioni di Diritto Romano, Firenze, Editrice Universitaria, 1948.
- G. La Pira, L'attesa della povera gente, Firenze, Libreria Editrice Fiorentina, 1951.
- G. La Pira, Per un architettura Cristiana dello Stato, Firenze, Libreria Editrice Fiorentina, 1954.
- G. La Pira, Principi, a cura di Angelo Scivoletto, Firenze, Philosophia, 1955.
- G. La Pira, Così in terra come in cielo, Edizioni O.R., Milano, 1970.
- G. La Pira, Unità, disarm e pace, prefazione di H. Camara, Firenze, Cultura, 1971.
- G. La Pira, Le genesi del sistema nella giurisprudenza romana, Firenze, Setti, 1971.
- G. La Pira, Principi, ristampa fotostatica con prefazione di Giorgio La Pira, Firenze, Libreria Editrice Fiorentina, 1974.